# Publio Rupilio
Publio Rupilio  (in latino Publius Rupilius; ... – 123 a.C.) è stato un politico romano.

## Biografia
Fu eletto console nel 132 a.C., l'anno dell'assassinio di Tiberio Gracco; durante il processo che ne seguì, condotto da lui stesso e dal collega Popilio Lenate, si scagliò con tutte le sue forze contro i sostenitori dei Gracchi.
Sempre nel 132 a.C. venne inviato in Sicilia, dove soppresse la rivolta degli schiavi condotta da Euno. L'anno successivo divenne governatore della Sicilia in veste di proconsole e, con l'assistenza di dieci uomini nominati dal senato, organizzò la costituzione della provincia di Sicilia. La costituzione venne conosciuta con il nome di lex Rupilia, sebbene non fosse una legge nel senso letterale della parola. Rupilio, nel 123 a.C., subì un processo a causa del trattamento che aveva riservato ai seguaci dei Gracchi; la condanna ed il fallimento del fratello per diventare console gli causarono la morte, che avvenne poco tempo dopo.